# Eginhard
Eginhard ist ein männlicher Vorname. Verwandte Formen sind Einhart, Einhard und Einert.

## Herkunft
Die mit Egin- gebildeten Namen leiten sich vom germanischen *agi- („Furcht“, „Schrecken“) ab. Der zweite Namensteil ist das althochdeutsche harti, herti („hart“, „kräftig“, „stark“).

## Namensträger
- Eginhard oder Einhard (um 770–840), fränkischer Gelehrter der karolingischen Renaissance
- Eginhard, Pseudonym von Gotthard von Buschmann (1810–1888), österreichischer Schriftsteller
- Eginhard von Barfus (1825–1909), deutscher Autor von Abenteuerromanen
- Eginhard Peters (1932–2014), deutscher Meteorologe und Politiker
- Eginhard Friedrich Petersen (1834–1909), deutscher evangelisch-lutherischer Geistlicher, Hauptpastor am Lübecker Dom
- Eginhard Schlachta (1919–1996), deutscher Politiker des GB/BHE